# Jean Astruc

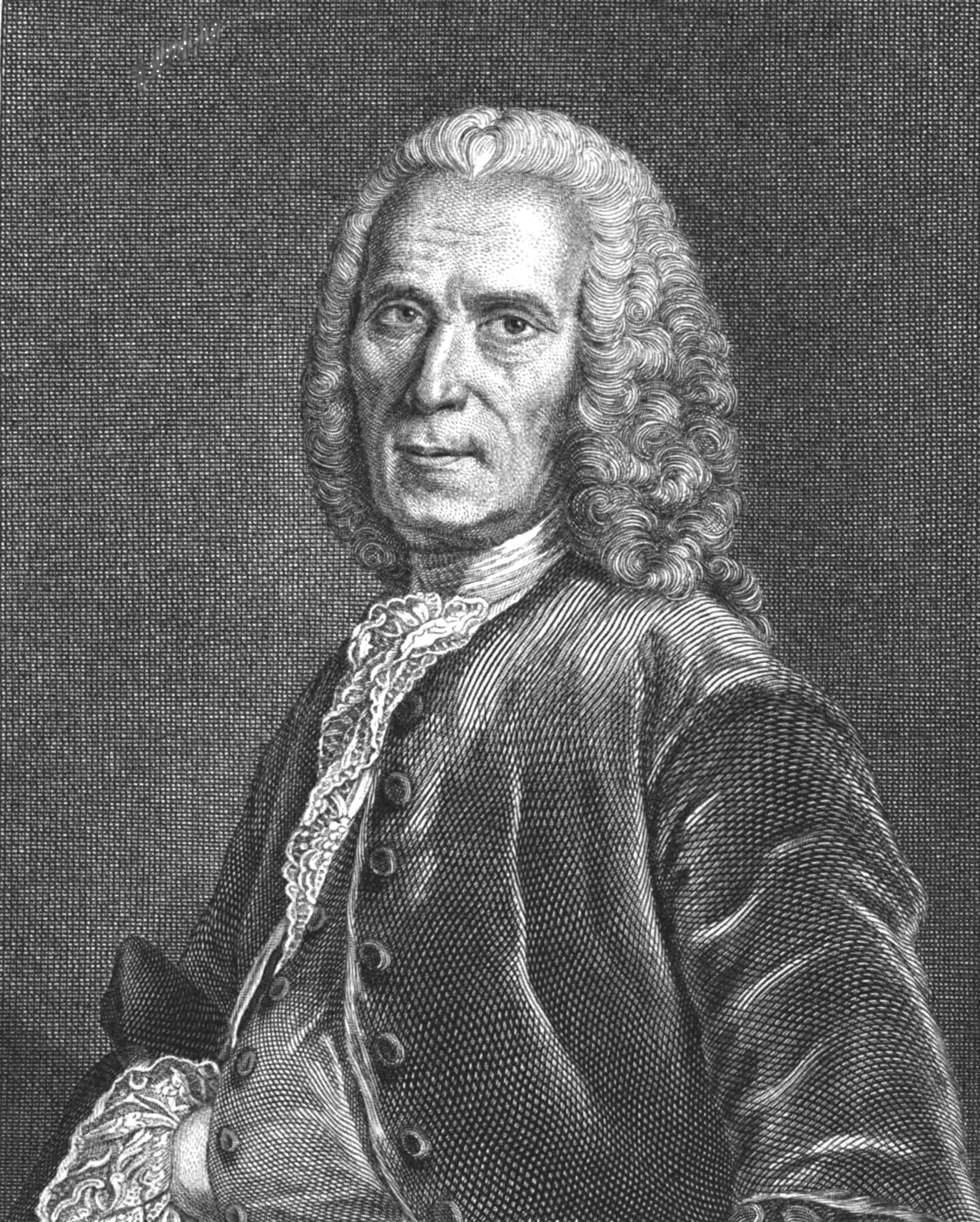
Jean Astruc

Jean Astruc (Sauve, 19 maart 1684 – Parijs, 5 mei 1766) was een bekende Franse arts, de zoon van een bekeerde protestantse dominee. Hij studeerde aan de universiteit van Montpellier en werd achtereenvolgens hoogleraar in Toulouse, in Montpellier en in Parijs. De koning van Polen trok hem in 1729 aan als eerste lijfarts, maar hij bleef nog geen jaar aan diens hof en ging in 1730 weer naar Parijs, waar koning Lodewijk XVI hem als hofarts aannam. Ook was hij de privéarts van de romanschrijfster Claudine Guérin de Tencin (1682-1749), en werd tevens haar geliefde.
Astruc volgde het mechanische systeem van Herman Boerhaave. Zijn belangrijkste werken zijn:
- Mémoires sur la peste de Provence, 1722-1725
- De morbis renereis (over nierziekten), 1736-1740
- Traité des Tumeurs (over tumoren), 1759
- Des Maladies des femmes, 1761- 1765

Ook hield hij zich bezig met de metafysica, en daarover publiceerde hij de volgende werken:
- De Sensatione (over de waarneming), 1720
- De Imaginatione (over de verbeelding), 1723
- Sur l'immortalité, l'immatérialité et la liberté de l'âme, 1755.

- Bibsys: 98042518
- Bibliothèque nationale de France: cb12462057t (data)
- Catàleg d'autoritats de noms i títols de Catalunya: 981058526219406706
- Gemeinsame Normdatei: 116372354
- International Standard Name Identifier: 0000 0001 2121 6298
- Library of Congress Control Number: n82027930
- Nationale Bibliotheek van Tsjechië: nlk20000078641
- Nationale Bibliotheek van Israël: 987007257910005171
- Nederlandse Thesaurus van Auteursnamen: 087339234
- Istituto Centrale per il Catalogo Unico: TO0V314414
- LIBRIS: 294906
- SNAC: w6s18959
- Système universitaire de documentation: 033794243
- Trove: 788533
- Virtual International Authority File: 14869401
- WorldCat: E39PBJg4hm8gg3ymcCWvX9jHmd